# Jerzy Pistelok
Jerzy Mieczysław Pistelok (ur. 20 października 1953 w Żorach) – polski polityk, poseł na Sejm II kadencji.

## Życiorys
Ukończył Technikum Ogrodnicze w Bielsku-Białej w 1973. Pracował jako przedsiębiorca w branży ogrodniczej.
W 1993 uzyskał mandat posła na Sejm II kadencji. Został wybrany w okręgu gliwickim z listy Polskiego Stronnictwa Ludowego. Zasiadał w Komisji Kultury i Środków Przekazu, Komisji Spraw Zagranicznych, Komisji Nadzwyczajnej do Spraw Kodyfikacji Karnych oraz w Komisji Systemu Gospodarczego i Przemysłu. Był także członkiem trzech podkomisji.
W 1997 bez powodzenia ubiegał się o reelekcję. Przystąpił do Partii Ludowo-Demokratycznej, w 2001 z listy koalicji SLD-UP kandydował ponownie do Sejmu z okręgu Bielsko-Biała. Od 1998 do 2002 był radnym sejmiku śląskiego I kadencji. W 2003 został dyrektorem stadniny koni w Ochabach. W 2004 PKW odmówiła rejestracji jego kandydatury w wyborach uzupełniających do Senatu w okręgu Rybnik (z ramienia PSL). Później wstąpił do Socjaldemokracji Polskiej i z jej ramienia w 2005 bez powodzenia kandydował do Sejmu z okręgu Bielsko-Biała.